# 85200 Johnhault
85200 Johnhault este un asteroid din centura principală de asteroizi.

## Descriere
85200 Johnhault este un asteroid din centura principală de asteroizi. A fost descoperit pe 6 octombrie 1991 la Observatorul Palomar de Andrew Lowe. Asteroidul prezintă o orbită caracterizată de o semiaxă mare de 2,56 ua, o excentricitate de 0,18 și o înclinație de 5,3° în raport cu ecliptica.